# Теодорович Іван Адольфович
Іван Адольфович Теодорович (10 вересня 1875, місто Смоленськ, тепер Російська Федерація — розстріляний 20 вересня 1937, місто Москва, тепер Російська Федерація) — радянський партійний діяч, революціонер, народний комісар продовольства Російської Радянської Республіки. Член ВЦВК. Член ЦК РСДРП у 1907—1912 роках. Кандидат у члени ЦК РСДРП(б) у 1917—1918 роках.

## Життєпис
Походив із польської дворянської родини. Закінчив Вітебську гімназію (за іншими твердженням — виключений з восьмого класу за участь у революційному русі).
У 1894 році вступив на природничий факультет Московського університету. Заарештовувався як учасник студентських заворушень. З 1895 року приєднався до соціал-демократичного руху, член московського «Робітничого союзу», був організатором першого соціал-демократичного гуртка у Смоленську. Член РСДРП з 1898 року.
У 1900 році закінчив університет і перейшов на становище професійного революціонера.
У 1902 році — член Московського комітету РСДРП. У листопаді 1902 року заарештований і висланий до Якутської губернії на 6 років. Влітку 1905 року втік із Якутської губернії та виїхав за кордон до Швейцарії. У Женеві працював секретарем редакції газети «Пролетарій». У жовтні 1905 року повернувся до Росії. З жовтня 1905 по травень 1907 року — член Петербурзького комітету РСДРП.
У лютому 1908 року виїхав на Урал для ведення революційної роботи, але незабаром був заарештований. У травні 1909 року засуджений на 5 років каторжних робіт, а потім на поселення у Нижньоудинському повіті.
Після Лютневої революції 1917 року виїхав із місця заслання, у середині березня 1917 року прибув до Петрограда. З серпня 1917 року — товариш (заступник) голови Петроградської міської думи, потім член управи та особливої присутності із продовольства.
27 жовтня (9 листопада) — 19 листопада (2 грудня) 1917 року — народний комісар продовольства Російської Радянської Республіки.
Був прихильником створення однорідного соціалістичного уряду за участю меншовиків та есерів. Після того як ЦК РСДРП(б) відкинув угоду з цими партіями, Іван Теодорович 4(17) листопада 1917 року написав заяву про вихід із Ради народних комісарів, але до грудня 1917 року продовжував виконувати свої обов'язки.
У 1918 році — військовий комісар Оперативного відділу Всеросійського Головного Штабу.
Виїхав до Сибіру для відпочинку та лікування на кілька місяців, але після початку чехословацького заколоту був змушений залишитися там.
У 1919 році — член Оренбурзького губернського комітету РКП(б); секретар Центрального виконавчого комітету (ЦВК) Автономної Туркестанської СФР.
З листопада 1919 по січень 1920 року брав участь у радянському партизанському русі в Сибіру проти влади адмірала Колчака.
З січня 1920 року — член Революційної військової ради Запасної армії РСЧА.
23 жовтня 1920 — 1928 року — член колегії Народного комісаріату землеробства РРФСР. У 1921 році був 2-м заступником народного комісара землеробства РРФСР, членом Центральної комісії допомоги голодуючим при ВЦВК, завідувачем відділу тваринництва Народного комісаріату землеробства РРФСР.
22 травня 1922 — березень 1928 року — заступник народного комісара землеробства РРФСР.
Одночасно в 1926—1930 роках — директор Міжнародного аграрного інституту в Москві.
У березні 1928—1930 роках — генеральний секретар Селянського Інтернаціоналу.
У 1929—1935 роках — редактор видавництва Товариства колишніх політкаторжан та засланців і редактор журналу «Каторга и ссылка». Був автором низки праць з аграрного питання та історії революційного руху.
11 червня 1937 року заарештований органами НКВС. 20 вересня 1937 року засуджений Військовою колегією Верховного суду СРСР за звинуваченням в участі в антирадянській терористичній організації до смертної кари і того ж дня розстріляний. Похований на Донському цвинтарі у Москві.
Посмертно реабілітований 11 квітня 1956 року Військовою колегією Верховного суду СРСР.

## Твори
- Про державне регулювання селянського господарства. Москва, 1921
- Долі російського селянства. Москва, 1923, 1924, 1925
- До питання про сільськогосподарську політику в РРФСР. Москва, 1923
- Уроки союзу робітників і селян у СРСР. Доповідь на 2-му з'їзді Міжнародної селянської ради. Москва, 1925
- Вісім років нашій селянській політиці. Москва, 1926
- Питання індустріалізації та сільське господарство. Свердловськ, 1927
- Історичне значення партії «Народної волі». Москва, вид. Політикаторжан, 1930
- Про Горького і Чехова. Москва-Ленінград, 1930
- «1 березня 1881 року». Москва, 1931